# Diadophis punctatus dugesii
Diadophis punctatus dugesii is een slang uit de familie toornslangachtigen (Colubridae) en de onderfamilie Dipsadinae. Het is een van de dertien ondersoorten van de ringnekslang (Diadophis punctatus). De ondersoort werd voor het eerst wetenschappelijk beschreven door Villada in 1875.
Diadophis punctatus dugesii komt endemisch voor in Mexico en meer specifiek de staten Distrito Federal, Guanajuato, Nayarit en Veracruz.
De lichaamskleur is grijs, de kop is donkerder. De buikzijde is geel tot oranje gekleurd en de onderzijde van de staart heeft dezelfde kleur.